# سن یاکوب این دفرگن
سن یاکوب این دفرگن (به آلمانی: St Jakob in Defereggen) یک منطقهٔ مسکونی در اتریش است که در لاینس واقع شده‌است. سن یاکوب این دفرگن ۱۸۶ کیلومتر مربع مساحت دارد ۱٬۳۸۹ متر بالاتر از سطح دریا واقع شده‌است.